# Montserrat Meya
Montserrat Meya Llopart (Albacete, España, 1948) es una lingüista especializada en lenguaje informático. Trabaja como analista de sistemas y programadora en Siemens AG. También es directora del equipo español de traducción automática Eurotra, directora del departamento de Inteligencia Artificial de Siemens AG en Barcelona, vicegerente de investigación y desarrollo en la Universidad Autónoma de Barcelona y coordinadora política de la Generalidad de Cataluña en materia de Sociedad de la Información.

## Carrera académica
Meya obtuvo una licenciatura y un doctorado en Lingüística en la Universidad de Barcelona en colaboración con el Instituto Tecnológico de Massachusetts. Su tesis trató sobre traducción automática. En 1984 fundó la Asociación Española para el Procesamiento del Lenguaje Natural y en 1995 formó la empresa de consultoría ACTA S. L. Actualmente se encuentra investigando sobre inteligencia artificial y la traducción automática entre múltiples lenguas.

## Reconocimientos
En abril de 2014 recibió el Premio Ada Byron a la Mujer Tecnóloga.